# Ермаковский сельсовет (Красноярский край)
Ермаковский сельсовет - сельское поселение в Ермаковском районе Красноярского края.
Административный центр - село Ермаковское.

## Население
| 2010 | 2012  | 2013  | 2014  | 2015  | 2016  | 2017  |
| ---- | ----- | ----- | ----- | ----- | ----- | ----- |
| 9400 | ↘9335 | ↘9273 | ↘9180 | ↗9217 | ↘9189 | ↘9167 |

## Состав сельского поселения
В состав сельского поселения входят 4 населённых пункта:
| № | Населённый пункт | Тип населённого пункта       | Население |
| - | ---------------- | ---------------------------- | --------- |
| 1 | Ермаковское      | село, административный центр | ↘8557     |
| 2 | Николаевка       | деревня                      | ↘352      |
| 3 | Новоозерный      | посёлок                      | ↘305      |
| 4 | Песочный         | посёлок                      | ↘186      |

## Местное самоуправление
Ермаковский сельский Совет депутатов
Дата избрания: 14.03.2010. Срок полномочий: 5 лет. Количество депутатов: 15
Глава муниципального образования
- Дашкевич Владимир Михайлович. Дата избрания: 14.03.2010. Срок полномочий: 5 лет